# Chuột (phim)
Chuột là một bộ phim điện ảnh truyền hình được thực hiện bởi Hãng phim Truyền hình Thành phố Hồ Chí Minh, Đài truyền hình Thành phố Hồ Chí Minh do Vũ Ngọc Đãng làm biên kịch, đạo diễn. Phim phát sóng lần đầu vào năm 2001 trên kênh HTV9.

## Nội dung
Chuột xoay quanh một nhân vật duy nhất là tên tội phạm bị lệnh truy nã. Khi hắn trốn vào một ngôi nhà hoang, vì một con chuột luôn rình mò, ăn trộm số thức ăn ít ỏi mà hắn muốn tìm mọi cách để giết con chuột. Nhưng khi bắt được con chuột, nhìn nó run rẩy, giãy giụa trong tay, ý định giết con vật xấu số trong hắn chợt tan biến. Lúc này hắn bỗng thấy con chuột sao mà giống hắn, cũng sống lén lút sợ hãi, cũng bị săn đuổi, rình rập. Từ đó hắn và con chuột là bạn của nhau. Một đêm mưa gió, hang chuột ngập nước. Con chuột không còn chỗ ẩn nấp phải chui lên và bị mèo hoang giết chết. Chứng kiến cảnh đó, tên tội phạm suy nghĩ suốt đêm. Sáng hôm sau hắn quyết định ra đầu thú.

## Diễn viên
- Trương Quang Thịnh trong vai Tên tội phạm bị truy nã[6]
- Phương Bằng
- Lê Xuân Phúc
- Ngọc Lan
- Anh Kiệt
- Lê Dũng
- Thu Hường
- Ngọc Lan

Cùng một số diễn viên khác....

## Nhạc phim
Bài hát chủ đề của bộ phim là "Không là quá xa" do Nguyễn Quang Dũng sáng tác và do Tuấn Hưng thể hiện.

## Giải thưởng
| Năm  | Giải thưởng         | Hạng mục           | (Người) đề cử | Kết quả | Tham khảo |
| ---- | ------------------- | ------------------ | ------------- | ------- | --------- |
| 2001 | Liên hoan Phim ngắn | Phim ngắn xuất sắc | —             | Giải B  | [ 7 ]     |